# Baculum laticeps
Baculum laticeps är en insektsart som först beskrevs av Andrew Nelson Caudell 1904.  Baculum laticeps ingår i släktet Baculum och familjen Phasmatidae. Inga underarter finns listade.